# Lamprophaia mirabilis
Lamprophaia mirabilis là một loài bướm đêm trong họ Crambidae.